# Формононетин
Формононетин представляет собой O-метилированный изофлавон, фитоэстроген.  

## Нахождение
Формононетин содержится в ряде растений и трав, таких как красный клевер. Наряду с другими фитоэстрогенами он преимущественно встречается в бобовых растениях и Fabaceae, особенно в бобах, таких как зеленая фасоль, лимская фасоль, соя и многих других, в виде свободного агликона или в форме его глюкозида ононина.  
Формононетин был также обнаружен в молоке, вероятно, это связано с широким использованием красного клевера в органическом земледелии для удержания азота на полях. 
При обжарке кофе общий уровень генистеина, даидзеина и формононетина снижается в среднем на 35%, однако увеличивается экстракционная способность соединений, особенно формононетина, так как он представляет собой метилированный изофлавон, то есть менее полярный, чем другие упомянутые, а значит, обладающий большей экстракционной способностью. 

## Биологическая активность
Формононетин проявляет широкий спектр физиологических эффектов, полезных для здоровья, за счет зависимых и независимых механизмов действия эстрогена. Имеет потенциал в качестве активного соединения для разработки продуктов в пищевой, медицинской и косметической промышленностях. В области медицины формононетин показал потенциал в профилактике и лечении ряда заболеваний, в том числе хронических, таких как рак, ожирение и нейродегенеративные заболевания.  